# Del M. Clawson

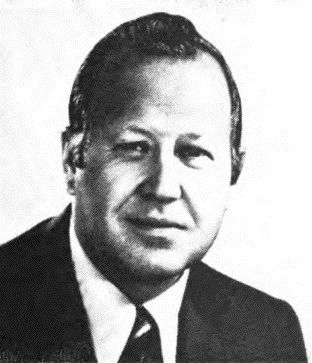
Del M. Clawson (1977)

Delwin Morgan „Del“ Clawson (* 11. Januar 1914 in Thatcher, Arizona; † 5. Mai 1992 in Downey, Kalifornien) war ein US-amerikanischer Politiker. Zwischen 1963 und 1978 vertrat er den Bundesstaat Kalifornien im US-Repräsentantenhaus.

## Werdegang
Del Clawson besuchte die öffentlichen Schulen in Arizona. Im Jahr 1934 absolvierte er das Gila College in seinem Geburtsort Thatcher. Zwischen 1934 und 1940 war er in verschiedenen Berufen in seiner Heimat tätig. 1941 arbeitete er für den United States Employment Service; zwischen 1942 und 1947 war er im Dienst der Bundesbehörde für den sozialen Wohnungsbau (Federal Public Housing Authority) in Arizona und Kalifornien. Danach fungierte er zwischen 1947 und 1963 als Manager der Mutual Housing Association im kalifornischen Compton. Gleichzeitig schlug er als Mitglied der Republikanischen Partei eine politische Laufbahn ein. Zwischen 1953 und 1957 gehörte er dem Gemeinderat von Compton an, danach war er von 1957 bis 1961 Bürgermeister dieser Stadt.
Nach dem Tod des Abgeordneten Clyde Doyle wurde Clawson bei der fälligen Nachwahl für den 23. Sitz von Kalifornien als dessen Nachfolger in das US-Repräsentantenhaus in Washington, D.C. gewählt, wo er am 11. Juni 1963 sein neues Mandat antrat. Nach sieben Wiederwahlen konnte er bis zu seinem Rücktritt am 31. Dezember 1978 fast acht Legislaturperioden im Kongress absolvieren. Seit 1975 vertrat er den 33. Wahlbezirk seines Staates im Kongress. In seine Zeit als Kongressabgeordneter fielen unter anderem der Vietnamkrieg und die Watergate-Affäre sowie innenpolitisch die Endphase der Bürgerrechtsbewegung.
1978 verzichtete Del Clawson auf eine weitere Kandidatur. Er trat am 31. Dezember 1978, vier Tage vor dem offiziellen Ende der Legislaturperiode, von seinem Mandat zurück. Nach dem Ende seiner Zeit im US-Repräsentantenhaus zog er sich in den Ruhestand zurück. Er starb am 5. Mai 1992 in Downey.